# Teleología en biología

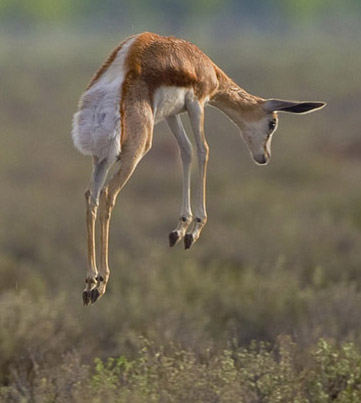
«Comportamiento con un propósito»: una joven gacela saltando. Un biólogo podría argumentar que esto tiene la función de enviar señales a los depredadores, ayudar a la gacela a sobrevivir y permitirle reproducirse.

La teleología en biología es el uso del lenguaje de la orientación hacia un objetivo en las explicaciones de la adaptación evolutiva, término que algunos biólogos y filósofos de la ciencia encuentran problemático. También se ha propuesto el término «teleonomía». Antes de Darwin, se consideraba que los organismos existían porque Dios los había diseñado y creado; sus rasgos, como los ojos, fueron tomados por la teología natural como hechos para permitirles llevar a cabo sus funciones, tal y como ver. Los biólogos evolutivos a menudo usan formulaciones teleológicas similares que evocan un propósito, pero estas implican selección natural en lugar de objetivos reales, ya sean conscientes o no. Tanto los biólogos, como los pensadores religiosos sostuvieron que la evolución en sí misma estaba de alguna manera dirigida a un objetivo (ortogénesis) y, en versiones vitalistas, impulsada por una fuerza interna con propósito. Con la evolución trabajando por selección natural actuando sobre la variación heredada, el uso de la teleología en biología ha atraído críticas y se han hecho intentos para enseñar a los estudiantes a evitar el lenguaje teleológico.
Sin embargo, los biólogos todavía escriben a menudo sobre la evolución como si los organismos tuvieran metas, y algunos filósofos de la biología como Francisco Ayala y biólogos como J. B. S. Haldane consideran que el lenguaje teleológico es ineludible en la biología evolutiva.